# Kisherend
Kisherend é um município da Hungria, situado no condado de Baranya. Tem 6,92 km² de área e sua população em 2019 foi estimada em 173 habitantes.